# インターネット予備校
インターネット予備校（インターネットよびこう）とは、インターネットを活用して予備校の運営活動、および講義の配信を行う予備校の俗称である。

## 概要
まだ発展途上の教育システムであるため、「インターネット予備校」とは法的な名称でもなく、また定義されるところもない俗称である。呼称には他にも「インターネット塾」「ネット予備校（塾）」「WEB予備校（塾）」「オンライン予備校（塾）」などがあり、一定していない（小中学生を対象としている場合「インターネット塾」、高校生以上を対象としている場合「インターネット予備校」とする傾向がある。）。
教室・校舎を持たず、インターネットを介して予備校業務を行うもので、インターネットのブロードバンド環境が整うとともに、急速に普及しつつある新しい教育形態である。
インターネット予備校の規模は、潤沢な資本と多数の講師を有し、あらゆる教科の講義を配信する予備校と、一人の予備校講師が自分の講義を収録し、一教科だけを配信するような単科予備校とに二極化している。

### メリット
- 旧来の教育では、ある講義を受講するためには、かならずその日時に、その校舎・教室まで通わなければならない。しかし、どんなに受講したい講義があったとしても、スケジュールが合わない・地理的に遠い・受講生の年齢層と合わない等の事情から、受講しにくいという障害があった。インターネット予備校では、これら旧来の欠点をすべてカバーできる。
- 優秀な先生の授業も、従来は教室の定員オーバーにより受講できないことがあった。一方インターネット予備校では、受講生数に制限がない。
- 何回でも繰り返し受講することができるため、よく理解できなかったところは巻き戻して聴きなおし、理解が充分できているところは飛ばしたり早送りしたりするなど、進度に応じて自由に享受することができる（ただし、講義再生プレイヤーの機能による）。
- 従来型の講義より安価に提供できる。

### デメリット
- 「校舎に通う必要がない」ことによって、同時に「学習の動機付け」が希薄になってしまうため、確固たる学習意欲のない受講生はサボりがちになってしまう。
- 何年にもわたって同じ収録講義が流されることが多いため、講義内容が古くなり、また、リアルタイムな社会情勢に即した講義ができない。
- 講義受講後、すぐに対面で質疑応答を行うことができない（メール対応などになることが多い）。

## 講義配信形態
講義の配信形態には、大きく分けて以下のようなものがある。
ダウンロード配信
講義データをいったんダウンロードしてから受講するもの。
ストリーミング配信
講義データをダウンロードしながら同時に受講するもの。データを保存できないようになっていることが多い。
メディア配信
講義データをCD・DVD・USBメモリなどのメディアに収録し、郵送にて送るもの。